# جاي بي بايبر
جاي بي بايبر (بالإنجليزية: J. P. Piper)‏ هو مدرب كرة سلة أمريكي، ولد في 22 يونيو 1966 في باتون روج في الولايات المتحدة.